# Subtrahend

El nombre de fruites total és el minuend i les eliminades és el subtrahend

El subtrahend, en una resta, és el segon dels dos nombres que intervenen i és la quantitat que ha de restar-se a l'altre.
c − b = a
El subtrahend és b.
El minuend és c.
La resta o diferència és a.

## Comprovar la diferència
Si passem a sumar el subtrahend (S), a l'altre membre:
m = s + d
Ara si sumem "M" als dos costats, ens quedaria que:
2m = m + s + d